# Maximiliaan Jacob Leonard Taets van Amerongen van Renswoude (1882-1958)

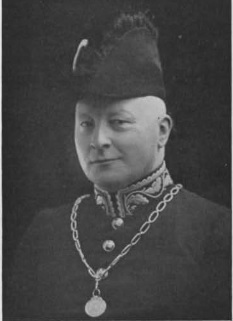
Burgemeester M.J.L. baron Taets van Amerongen

Maximiliaan Jacob Leonard baron Taets van Amerongen van Renswoude, heer van Renswoude, Emmikhuizen en Deyl (Renswoude, 5 september 1882 − Amersfoort, 7 december 1958) was een Nederlands burgemeester.

## Biografie
Taets werd geboren als telg van het geslacht Taets van Amerongen en zoon van burgemeester Jan Karel baron Taets van Amerongen van Resnwoude, heer van Renswoude, Emmikhuizen en Deyl (1852-1922) en Louise Henriette van Eeghen (1856-1931). Hij behoorde tot de tak die kasteel Renswoude bezat en dat hijzelf ook bewoonde. Hij was reserve-1e luitenant bij de infanterie. In 1911 werd hij burgemeester van Renswoude, net als zijn vader van 1880 tot 1905, wat hij zou blijven tot 1947 (met een onderbreking in de oorlogsjaren).
Taets was in 1914 oprichter en vervolgens tot 1956 voorzitter van de Coöperatieve Landbouwvereniging en Boerenleenbank van Renswoude. Hij was tevens president-kerkvoogd van de Nederlands-Hervormde kerk in die plaats. Hij vervulde nog andere bestuursfuncties en was ook watergraaf.
Taets trouwde in 1918 met Marie Civile barones Sirtema van Grovestins (1891-1971), telg uit het geslacht Sirtema van Grovestins, met wie hij een dochter kreeg. Hij overleed in Amersfoort op 76-jarige leeftijd. Ook zijn zwager, jhr. Hendrik van den Bosch (1881-1953), was burgemeester, net als zijn jongere broer Willem Hendrik baron Taets van Amerongen van Renswoude (1895-1971).